# Zamek w Berehu
Zamek w Berehu – wybudowany przez ród Denisków na wyspie położonej na sztucznym stawie prawdopodobnie w XVI w.

## Historia
Obronny zamek zamieszkany był do około 1800 r. Piętrowa wieża na planie kwadratu i parterowe skrzydło zamku ocalały do I wojny światowej.